# Гамма-коррекция

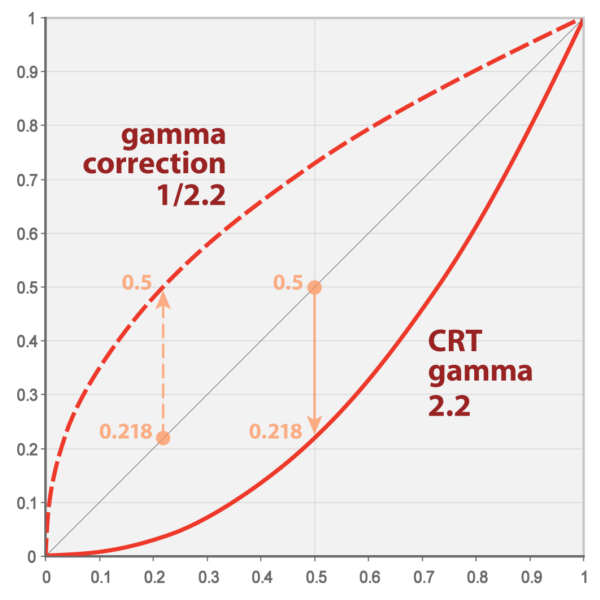
Пример гамма-коррекции изображения на ЭЛТ. Средняя линия из точек является результирующей функцией передачи полутонов; сплошная кривая отражает характеристику монитора, а пунктирная кривая — гамма-коррекцию

Гамма-коррекция или коррекция гаммы (иногда — гамма) — предыскажения яркости чёрно-белого или цветоделённых составляющих цветного изображения при его записи в телевидении и цифровой фотографии. В качестве передаточной функции при гамма-коррекции чаще всего используется степенная в виде
{\displaystyle V_{\text{out}}=A{V_{\text{in}}}^{\gamma }}
Где {\displaystyle A} служит коэффициентом, а входные {\displaystyle V_{\text{in}}} и выходные {\displaystyle V_{\text{out}}}  значения — неотрицательные вещественные числа. В общем случае, если {\displaystyle A=1}, то входные и выходные значения находятся в пределах от 0 до 1. При равенстве {\displaystyle {\gamma }} единице характеристика передачи полутонов линейна и перепады освещённости объекта в светах и тенях отображаются одинаково. 
В случае, когда этот параметр меньше единицы, улучшается распознавание деталей на слабо освещённых участках. Такое соотношение, называемое «гаммой кодирования», используется при преобразовании оптического изображения в электрический сигнал или цифровой файл в передающих камерах и цифровых фотоаппаратах. При воспроизведении полученного сигнала на кинескопе из-за особенностей его световых характеристик происходит обратное преобразование, в результате которого результирующая гамма всей системы приближается к единице, обеспечивая пропорциональную передачу полутонов во всём диапазоне. Аналогичный процесс происходит при воспроизведении изображения на жидкокристаллических дисплеях за счёт цепей обратной коррекции видеокарт. 

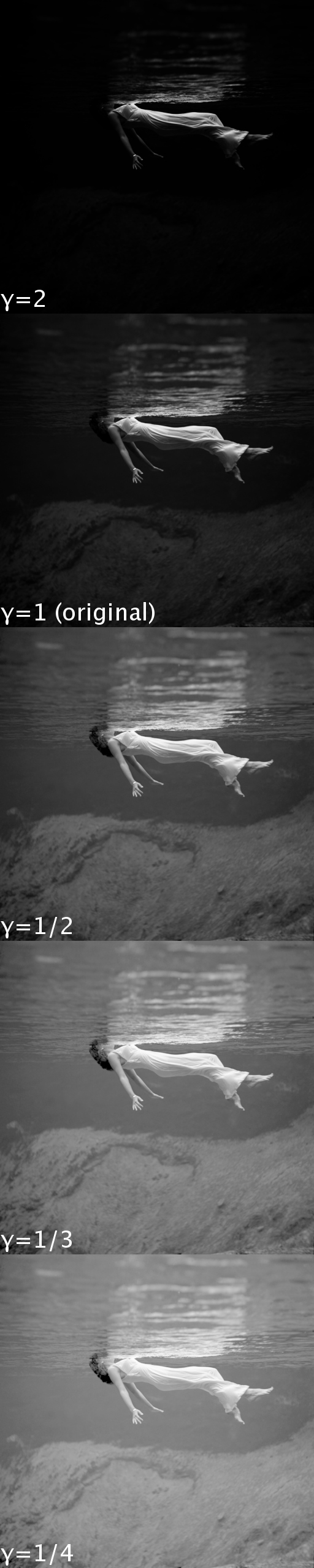
Демонстрация гамма-коррекции изображения. Значения γ от 2 до 0,25 от исходного изображения (γ=1).

## История возникновения
В современном цифровом телевидении и цифровой фотографии гамма-коррекция при кодировании позволяет учитывать особенности восприятия полутонов человеческим зрением для повышения эффективности использования глубины цвета. Известно, что в нормальных условиях глаз лучше различает перепады освещённости в тенях, чем в света́х. При отсутствии гамма-коррекции в светах цифрового изображения кодируется слишком много полутонов, которые неспособен различить зритель. Напротив, в тенях остаётся слишком мало информации, снижая качество изображения. В случае линейного кодирования файлов JPEG по существующей 8-битной системе, неизбежна «постеризация» изображения, когда глаз различает ступенчатые тональные переходы.
Впервые гамма-коррекция появилась в аналоговом телевидении и её применение было обусловлено тем, что у электронно-лучевых трубок взаимосвязь между количеством испускаемых фотонов и напряжением на катоде нелинейна и близка к степенной функции. Поэтому, в видеосигнал, линейно зависящий от передаваемой яркости, вводилась гамма-коррекция, компенсирующая искажения яркости кинескопом. Для каждой системы цветного телевидения существуют собственные стандарты гамма-коррекции, соответствующие рекомендациям SMPTE. Для современных жидкокристаллических дисплеев, где зависимость между напряжением и яркостью имеет более сложный характер, используются специальные компенсационные схемы.

## Фотография и кинематограф
Для желатиносеребряных фотоматериалов зависимость оптической плотности изображения от полученной экспозиции отображается характеристической кривой. Обе координаты, относительно которых строится кривая — экспозиции и оптической плотности — имеют логарифмические шкалы. Поэтому прямолинейный участок характеристической кривой представляет собой степенную зависимость, а его наклон к оси абсцисс характеризует коэффициент контрастности и часто называется «гаммой» фотоэмульсии. Это понятие не имеет ничего общего с гамма-коррекцией в электронных устройствах, и совпадение звучания имеет лишь этимологическое происхождение. У негативных фото- и киноплёнок гамма меньше единицы, а у позитивных — больше. При правильном подборе позитивного фотоматериала к негативу итоговая гамма приближается к единице, обеспечивая пропорциональную передачу полутонов объекта съёмки. Гамма обращаемых фотоматериалов также близка к единице.
Зависимость аналогового электрического сигнала фотоматрицы от полученной экспозиции также линейна. В процессе аналогово-цифрового преобразования линейный сигнал преобразуется в нестандартный массив данных, который принято называть файлом RAW. Для возможности чтения в устройствах визуализации RAW-файл конвертируется в данные одного из общепринятых стандартов JPEG, TIFF или PSD, и в процессе конвертации подвергается гамма-коррекции, обеспечивая повышенную информативность в тенях. Такая гамма-коррекция предусмотрена в большинстве цветовых пространств, таких как RGB и CMYK. В цифровом кинематографе, стандарты DCI которого предусматривают хранение каждого кадрика фильма в стандарте JPEG 2000, используется такое же нелинейное преобразование полутонов при оцифровке. При этом профессиональная съёмка ведётся в различных форматах RAW, как и в фотографии не подвергающихся гамма-коррекции. 
Такая технология позволяет получить на входе максимальную фотографическую широту, с последующим вводом гамма-коррекции при создании конечной цифровой мастер-копии и её фотовыводе на киноплёнку. В бюджетных цифровых кинокамерах, не приспособленных для записи несжатого видео RAW, для расширения диапазона используется нестандартная гамма-коррекция (часто это логарифмический профиль). Например, в камерах семейства Canon Cinema EOS и цифровых зеркальных фотоаппаратах Canon EOS с функцией профессиональной киносъёмки общепринята «Canon Log Gamma» с более плавным изгибом в области светов.

## Стандарты гамма-коррекции
В большинстве систем аналогового телевидения гамма-коррекция кодирования находится в пределах 1,2—1,3. Стандартное значение параметра гаммы для цветовых пространств sRGB и Adobe RGB — 2,2. Такое же значение принято в операционной системе Windows и большинстве других. В компьютерах Macintosh первых поколений гамма монитора составляла 1,8, но позднее стандарт был заменён на общепринятый. Кривая полутонов файлов RAW линейна, поскольку не подвергается гамма-коррекции, но для нормального отображения на дисплее, программы просмотра показывают RAW-файлы со стандартной коррекцией 2,2. 
Собственная гамма большинства мониторов, основанных на электронно-лучевых трубках, составляет 2,5 и для получения стандартной гаммы отображения 2,2 видеокарта производит дополнительную коррекцию сигнала. То же относится к жидкокристаллическим дисплеям, характеристика отображения которых ещё более нелинейна, чем у трубок. Средства настроек видеокарт и внутренние модули обработки сигнала в мониторах позволяют подавать на вход дисплеев модифицированный сигнал, и таким образом корректировать гамму отображения.

## Гамма-коррекция и цветовой профиль
Значения гаммы монитора напрямую влияют на то, с какой яркостью будет показано изображение без применения цветокоррекции. 
При переносе графического файла между компьютерами копия изображения может выглядеть светлее или темнее, чем оригинал. В разных операционных системах (например, Microsoft Windows, GNU/Linux и Macintosh) существуют разные стандарты встроенной гамма-коррекции.
При профессиональной работе программное обеспечение учитывает цветовые профили изображения и монитора и может вносить необходимые коррективы. 
Например, встроенная в формат PNG гамма-коррекция работает следующим образом: данные о настройках дисплея, видеоплаты и программного обеспечения (информация о гамме) сохраняются в файле вместе с самим изображением, что и обеспечивает идентичность копии оригиналу при переносе на другой компьютер.

## Гамма-коррекция как фильтр
В большинство программных продуктов для обработки изображений гамма-коррекция встроена как фильтр обработки. Если изображение необходимо высветлить или затемнить, можно использовать гамма-коррекцию. Для видео контента существуют специальные процессоры, позволяющие в линейном режиме осуществлять гамма-коррекцию. 
При осветлении, например, возможно появление новых деталей в тёмных областях, которые ранее не были заметны.